# ミステリーDX
『ミステリーDX』は、かつて角川書店が発行していた日本の月刊漫画雑誌。『月刊Asuka』の増刊として発行されていたが、1992年12月に月刊誌として新創刊。発売日は前月6日。2003年に休刊。

## 概要
1992年12月発売の1993年1月号から月刊。広義の「ミステリー」として、主にホラー・オカルト作品を掲載。人気ゲームや推理小説の漫画化も行っていた。
しかし80年代からのホラー・オカルトブームが去り、また時期を重ねて本格推理小説が人気を集め始めていたこともあり、2002年に完全に推理物の専門誌へと路線を転向。（同様の路線転向を行った雑誌としては、秋田書店の月刊誌・サスペリア（現・サスペリアミステリー）がある。）その際にそれまで屋台骨であったホラー・オカルト、歴史系の連載作品は全て打切となり、未完のまま現在に至るものが多い。（片山愁『嵐雪記』等、後に他紙で連載再開・完結したものも僅かながらある。）
2003年11月6日発売の12月号を最後に休刊となった。
増刊号として「歴史ロマンDX」、「ザ・ホラー」があった。

## 主な掲載作品
- Wish（CLAMP）
- 風水斎シリーズ（服部あゆみ）
- なんでも解決!? 110番（服部あゆみ）
- CLAMP学園探偵団 （CLAMP）
- 黒い獣 ～ベット・ノワール～（紅林直）
- 十字-クロス-（天川すみこ）
- 合法ドラッグ（CLAMP）
- 爺さんと僕の事件帖（しかくの）
- すき。だからすき（CLAMP）
- はらったま きよったま（中貫えり）
- ジャンク×ジャングル（中貴えり）
- 無頼 -BURAI-、無頼 魔都覚醒（岩崎陽子）
- BLIND GAME（碧也ぴんく）
- 冥界落語（凛野ミキ）
- 嵐雪記（片山愁）
- 花に恋して候へば（JET）
- ロンリーウルフ（新子友子）
- AssianStar (椎隆子)
- BLCK GUARD (霧島珠樹)
- 聖痕-stigma- (有栖川るい)

### ゲームの漫画化
- デビルサマナー ソウルハッカーズ（佐々原史緒&高沢和巳）
- 双界儀 (霧島珠樹)

### 小説の漫画化
- 八犬伝（碧也ぴんく、原作：曲亭馬琴）
- parasite eve DIVA（藤貴紀子、原作：瀬名秀明）
- 死国 (牛島慶子、原作：坂東眞砂子)
- NIGHT HEAD (立野真琴、原作：飯田譲治)
- 水都の四兄弟 創竜伝・外伝（CLAMP、原作：田中芳樹）
- 金田一耕助の事件ファイル（JET、原作：横溝正史）
- 黒猫の三角（皇なつき、原作：森博嗣）
- 覆面作家は二人いる (美濃みずほ、原作：北村薫)
- エキストラ・ジョーカー（JDCシリーズ）（蓮見桃衣、原作：清涼院流水）
- コズミック・コミックス（JDCシリーズ）（蓮見桃衣、原作：清涼院流水）
- 建築探偵桜井京介の事件簿（秋月杏子、原作：篠田真由美）
- 三毛猫ホームズシリーズ（佐々木みすず、原作：赤川次郎）
- 臨床犯罪学者・火村英生のフィールドノート（麻々原絵里依、原作：有栖川有栖）